# Округ Ворен (Мисисипи)
Округ Ворен (енгл. Warren County) је округ у америчкој савезној држави Мисисипи.

## Демографија
По попису из 2010. године број становника је 48.773, што је 871 (-1,8%) становника мање него 2000. године.
| Група             | 2000.          | 2010.          |
| Белци             | 27.049 (54,5%) | 24.143 (49,5%) |
| Афроамериканци    | 21.439 (43,2%) | 22.920 (47,0%) |
| Азијати           | 307 (0,6%)     | 413 (0,8%)     |
| Хиспаноамериканци | 514 (1,0%)     | 896 (1,8%)     |
| Укупно            | 49.644         | 48.773         |